# Stanisław Dzierzbicki (1854–1919)
Stanisław Dzierzbicki (ur. 18 kwietnia 1854 w Jaranowie, zm. 10 września 1919 w Krzywonosi) – polski inżynier, ekonomista, działacz społeczno-polityczny. Wiceprezydent Rady Ministrów Królestwa Polskiego i minister rolnictwa i dóbr koronnych w rządzie Jana Kantego Steczkowskiego (1918).

## Rodzina
Pochodził ze szlacheckiej rodziny ziemiańskiej, ze związku ziemianina Konstantego oraz Franciszki ze Skrzyńskich. 13 września 1876 roku ożenił się z Walerią Bajkowską, z którą miał córkę Wandę. 

## Życiorys
W 1870 roku ukończył gimnazjum we Włocławku otrzymując złoty medal. Kontynuował naukę studiując rok na Wydziale Fizyko-Matematycznym Uniwersytetu Warszawskiego przenosząc się później do Belgii. Ukończył tam z wyróżnieniem avec grande distinction Szkołę Dróg i Mostów w Gandawie uzyskując stopień inżyniera cywilnego. Później wyjechał do Anglii, gdzie w 1874 poszerzał swoją wiedzę z zakresu techniki podejmując również studia ekonomiczne.
W końcu 1874 roku powrócił do kraju bezskutecznie starając się podjąć pracę jako inżynier komunikacji. Królestwo Polskie, gdzie mieszkał znajdowało się pod zaborem rosyjskim i większość administracji oraz urzędników pochodziła z Rosji. Ze względu na rusyfikację na ważne stanowiska w Królestwie promowani byli Rosjanie.
Z tych względów Dzierzbicki podjął pracę w majątku rodziców Święte na Kujawach, a później przeniósł się do kupionego majątku Krzywonoś w powiecie mławskim. W 1878 roku został wybrany przez okolicznych włościan na pełnomocnika gminnego. W 1883 roku jednogłośnie został wybrany przez wotantów z czterech gmin sędzią gminnym w Nieszawie.

## Działalność społeczno-polityczna
Udzielał się (również na stanowiskach kierowniczych) w organizacjach społecznych, politycznych i gospodarczych. Był członkiem: Towarzystwa Kredytowego Ziemskiego, Centralnego Towarzystwa Rolniczego, Sekcji Rolnej przy Muzeum Przemysłu i Rolnictwa w Warszawie, Towarzystwa Ubezpieczeń Wzajemnych, Towarzystwa Ubezpieczeń Ziemiopłodów "Ceres", "Snop", Towarzystwa Ubezpieczeń od Ognia "Snop". W latach 1905–1918 był członkiem Towarzystwa Kursów Naukowych, od 14 XII 1909 do 15 XII 1910 także członkiem Zarządu TKN. Był także działaczem i współzałożycielem organizacji Polska Macierz Szkolna.
Był współzałożycielem Warszawskiego Syndykatu Rolniczego, Towarzystwa Rolniczego guberni warszawskiej, Towarzystwa Melioracyjnego, Banku Ziemiańskiego oraz wiceprezesem Centralnego Towarzystwa Rolniczego.
W 1916 został członkiem Tymczasowej Rady Stanu z ramienia Ligi Państwowości Polskiej. Zastępca przewodniczącego Komisji Wojskowej Tymczasowej Rady Stanu w 1917 roku. W Rządzie Jana Kantego Steczkowskiego (1918) był ministrem rolnictwa i dóbr koronnych oraz Wiceprezydentem Ministrów.

## Publicystyka
Publikował w prasie artykuły; głównie z dziedziny gospodarki oraz rolnictwa w Królestwie Polskim. Ukazywały się one głównie w kwartalniku "Ekonomista". Dzierzbicki w latach 1900–1902 był redaktorem działu rolnego w dzienniku "Wiek". Pozostawił po sobie także pamiętniki obejmujące jego działalność społeczno-polityczną w latach 1915–1918, które stanowią ważne źródło historyczne na temat sytuacji społeczno-politycznej w okresie bezpośrednio poprzedzającym uzyskanie przez Polskę niepodległości. Wydane zostały one pt. "Pamiętnik z lat wojny 1915-1918" w 1983 roku .